# Galerie Issa
La Galerie Issa est une galerie d'art haïtien fondée en 1957 par Issa El-Saieh et dirigée par lui jusqu'à sa mort en 2005. 
Basée à Port-au-Prince, la galerie représentait exclusivement des artistes haïtiens et exposait des peintures et sculptures de styles primitifs, naïfs et contemporains. 
Durant son demi-siècle d'existence, la Galerie Issa a promu l'art et la culture haïtienne dans le monde en organisant, et en participant à de nombreuses expositions, notamment dans la Caraïbes, en Amérique et en Europe.

## Historique

### Origine (1950 - 1960)

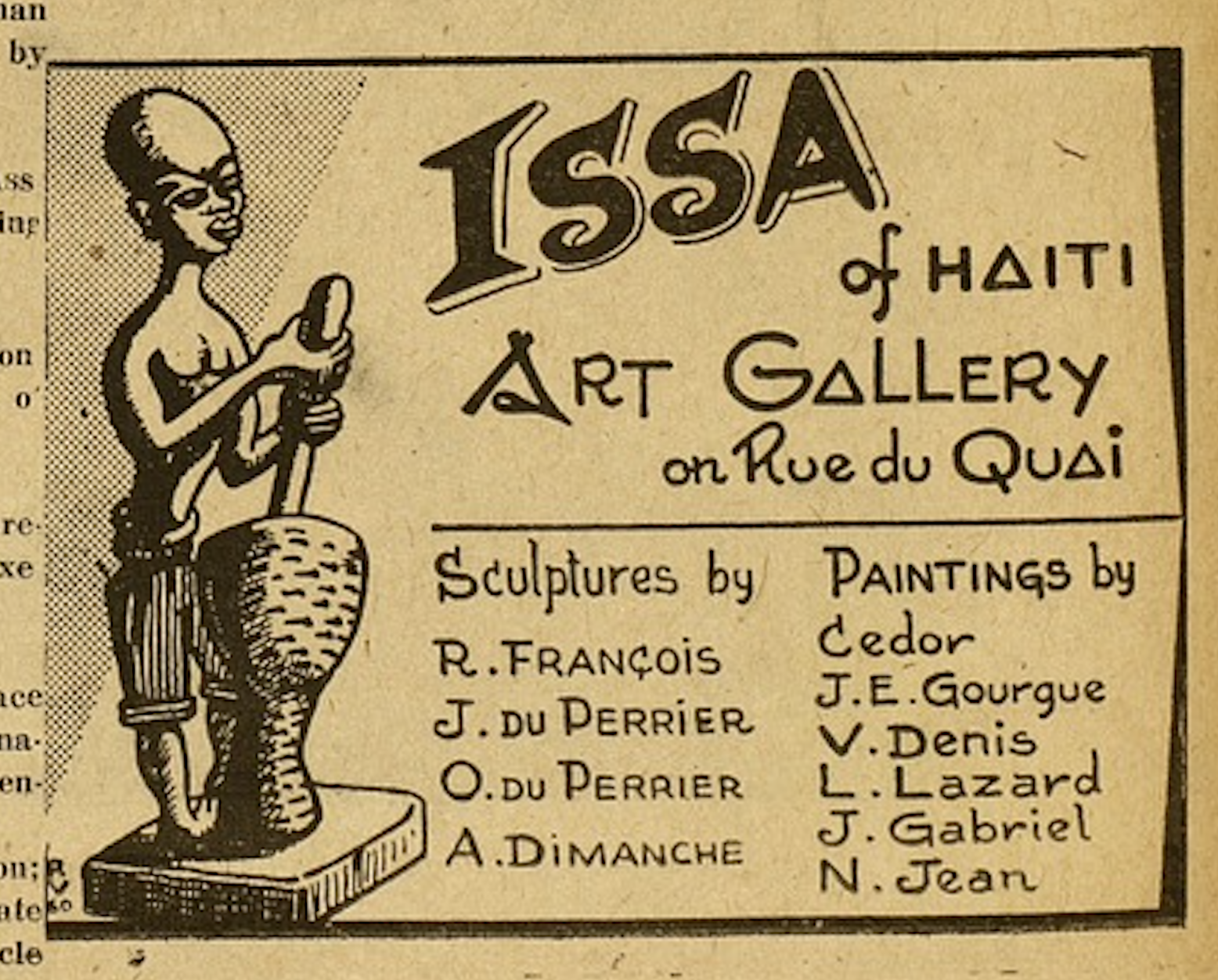
Issa of Haiti Art Gallery - Haiti Sun - Avril 1961

À la fin des années 1940, parallèlement à sa carrière commerciale et musicale, Issa El-Saieh a commencé à acheter des tableaux haïtiens. Au début des années 1950, il ouvre une galerie-boutique dans le restaurant et boîte de nuit Le Perchoir, fondé (en 1951) par son frère Elias Noustas.
Au cours des années 1940 et 1950, Haïti était une destination touristique prisée, attirant bateaux de croisière et touristes, notamment dans le quartier du bord de mer du centre-ville de Port-au-Prince. Ainsi, en 1957, El-Saieh transféra sa boutique à la rue du Quai, la baptisant Galerie d'art Issa. Dans les années 1960, le tourisme commença à ralentir et, en 1964, la galerie fut transférée à son domicile, où elle prit le nom de Galerie Issa.

### Croissance (1960-1980)
Progressivement, la galerie s'agrandit en taille et en chiffre d'affaires. À la fin des années 1960 et au début des années 1970, la galerie comptait plus de 50 artistes y travaillant régulièrement. Nombre d'entre eux avaient leur atelier sur place, et plusieurs sont restés exclusifs à la galerie jusqu'à la mort de son fondateur.

## Artistes
Des artistes comme Villard Denis, Néhémy Jean, Jacques Enguerrand Gourgue, Alix Roy et Gesner Armand ont travaillé avec El-Saieh aux débuts de la galerie, avant de se lancer dans d'autres aventures.

Selon l’économiste et auteur suédois Mats Lundahl:
"Issa a joué un rôle crucial dans l'établissement de plusieurs des peintres naïfs haïtiens les plus célèbres. Il les a trouvés et leur a accordé des contrats réguliers avec sa Galerie Issa, leur assurant ainsi une stabilité financière qui leur a permis de se concentrer sur leur peinture. Leurs œuvres sont exposées dans des musées, des galeries d'art, des maisons de vente aux enchères et des collections privées du monde entier."
Décrit comme un imprésario d'artistes, El-Saieh a lancé et soutenu la carrière de nombreux artistes haïtiens, tels que: Gabriel Alix, Smith et Sisson Blanchard, Henri et Seymour Bottex,, Jacques Chéry, Abner Dubic, Préfète Duffaut, Gérard Fortuné, Roger François, Félix Jean, Yvon Jean-Pierre, Philton Latortue,, André Normil,, André Pierre,, Fernand Pierre, Dieudonné Pluviose, Jérôme Polycarpe, Dieudonné Rouanez, Charles et Audes Saül, Micius Stéphane, Josaphat Tissaint – pour ne citer qu'eux.